# Polohî, Ohtîrka
Polohî (în ucraineană Пологи) este localitatea de reședință a comunei Polohî din raionul Ohtîrka, regiunea Sumî, Ucraina.

## Demografie
Componența lingvistică a localității Polohî
     Ucraineană (94,2%)
     Rusă (5,09%)
     Alte limbi (0,14%)
Conform recensământului din 2001, majoritatea populației localității Polohî era vorbitoare de ucraineană (94,2%), existând în minoritate și vorbitori de rusă (5,09%).